# ホアキン・アルムニア
ホアキン・アルムニア・アマン（Joaquín Almunia Amann, 1948年6月17日 - ）は、スペイン・ビルバオ出身の政治家。欧州委員会で経済・金融担当委員（第1次バローゾ委員会、2004年 - 2010年）と副委員長兼競争担当委員（第2次バローゾ委員会、2010年 - 2014年）を務めた。
ビルバオに生まれ、現在は結婚し二子をもうけている。ビルバオのデウスト大学で法学と経済学の学位を取得したのち、パリの高等研究実習院とハーバード大学のケネディスクールで学んだ。1991年から1994年まで、マドリードのアルカラ大学に雇用・社会保障法の常勤講師として勤務した。
1972年から1975年まで、ベルギーのブリュッセルにあるスペイン商工会議所事務局にエコノミストとして在籍した。1976年から1979年には、スペイン社会労働党 (PSOE) 系の労働組合である労働総同盟 (UGT) のチーフエコノミストであった。
1979年から2004年にかけてマドリード選出の国会議員（社会民主党所属）を務め、雇用・社会保障相（1982年 - 86年）や行政相（1986年 - 91年）、党スポークスマン（1994年 - 97年）を歴任した。1996年の総選挙でフェリーペ・ゴンサーレス書記長率いる社会労働党が敗北すると次期書記長に就任し、2000年まで在任した。2000年には首相の候補者になったが、現職のホセ・マリア・アスナールに敗れた。2000年の総選挙で社会労働党はスペインが民主主義体制に移行してから最も苦戦し、アルムニアは書記長を辞任した。
1991年から94年まで、フンダション・アルヘンタリーアの「平等と所得の再分配」という研究プログラムの指導にあたり、2002年には進歩的シンクタンク「ラボラトリオ・デ・アルテルナティバス」を立ち上げて理事に就任した。
2004年4月26日、スペインのサパテーロ内閣発足に伴って辞任したペドロ・ソルベスの後任として当時のプローディ委員会に入り、同年11月のバローゾ委員会発足に際して再任された。